# Valereanivka, Rojîșce
Valereanivka (în ucraineană Валер`янівка) este un sat în comuna Rudnea din raionul Rojîșce, regiunea Volînia, Ucraina.

## Demografie
Componența lingvistică a localității Valereanivka
     Ucraineană (100%)
Conform recensământului din 2001, toată populația localității Valereanivka era vorbitoare de ucraineană (100%).